# アロイス・フォン・リヒテンシュタイン (1869-1955)
アロイス・フォン・ウント・ツー・リヒテンシュタイン（Alois von und zu Liechtenstein, 1869年6月17日 - 1955年3月16日）は、リヒテンシュタインの王族。全名はアロイス・ゴンサーガ・マリア・アドルフ（Alois Gonzaga Maria Adolf）。リヒテンシュタイン公子アルフレートの次男で、フランツ・ヨーゼフ2世の父。

## 生涯
1869年6月17日、リヒテンシュタイン公ヨハン2世の従弟であるアルフレートと、その妃でヨハン2世の姉であるヘンリエッテの間に第四子としてホレネック（現オーストリア・シュタイアーマルク州ドイチュランツベルク郡）で生まれた。
アロイスは1923年2月26日、自身の公位継承権を長男のフランツ・ヨーゼフに譲ることを宣言した。当時公位に即いていたヨハン2世もその弟であるフランツも未婚で、アロイスは継承権第2位であった。
1955年3月16日、アロイスはファドゥーツで死去した。

## 子女
アロイスは1903年4月20日にオーストリア大公カール・ルートヴィヒの末娘であるエリーザベト・アマーリエとウィーンで結婚した。二人の間には以下の六男二女をもうけた。
- フランツ・ヨーゼフ・マリア・アロイス・アルフレート・カール・ヨハネス・ハインリヒ・ミヒャエル・ゲオルク・イグナツ・ベネディクトゥス・ゲルハルドゥス・マイェラ （1906年 - 1989年） - リヒテンシュタイン公フランツ・ヨーゼフ2世
- マリア・テレジア・ヘンリエッテ・アロイジア・アルフレーダ・フランツィスカ・ヨーゼファ・ユリー・アーデルハイト・マルガレーテ・アヌンツィアタ・エリーザベト・イグナティア・ベネディクタ （1908年 - 1973年）
- カール・アルフレート・マリア・ヨハネス・バプティスタ・ハインリヒ・アロイス・ゲオルク・ハルトマン・イグナティウス・ベネディクトゥス・フランツ・ヨーゼフ・ロフス（英語版） （1910年 - 1985年）
- ゲオルク・ハルトマン・マリア・ヨーゼフ・フランツ・デ・パウラ・アロイス・イグナティウス・ベネディクトゥス・マルティン （1911年 - 1998年）
- ウルリヒ・ディートマール・マリア・フランツ・フェルディナント・カール・アロイス・ヨーゼフ・イグナティウス・ベネディクトゥス・ヨハネス・アウグスティヌス （1913年 - 1978年）
- マリー・ヘンリエッテ・テレジア・アロイザ・フランツィスカ・ゾフィー・ヨーゼファ・ミヒャエラ・アーデルハイト・アヌンツィアタ・エリーザベト・イグナティア・ベネディクタ・エト・オムネス・ザンクティ （1914年 - 2011年）
- アロイス・ハインリヒ・マリア・フランツ・ヨーゼフ・フェルディナント・イグナティウス・ベネディクトゥス・リベラトゥス・マルコ・ダヴィアノ （1917年 - 1967年）
- ハインリヒ・ハルトナイト・マリア・フランツ・デ・パウラ・ヨハン・アロイス・ヨーゼフ・イグナティウス・ベネディクトゥス・ヒラリオン （1920年 - 1993年）